# Beatrix Wesle

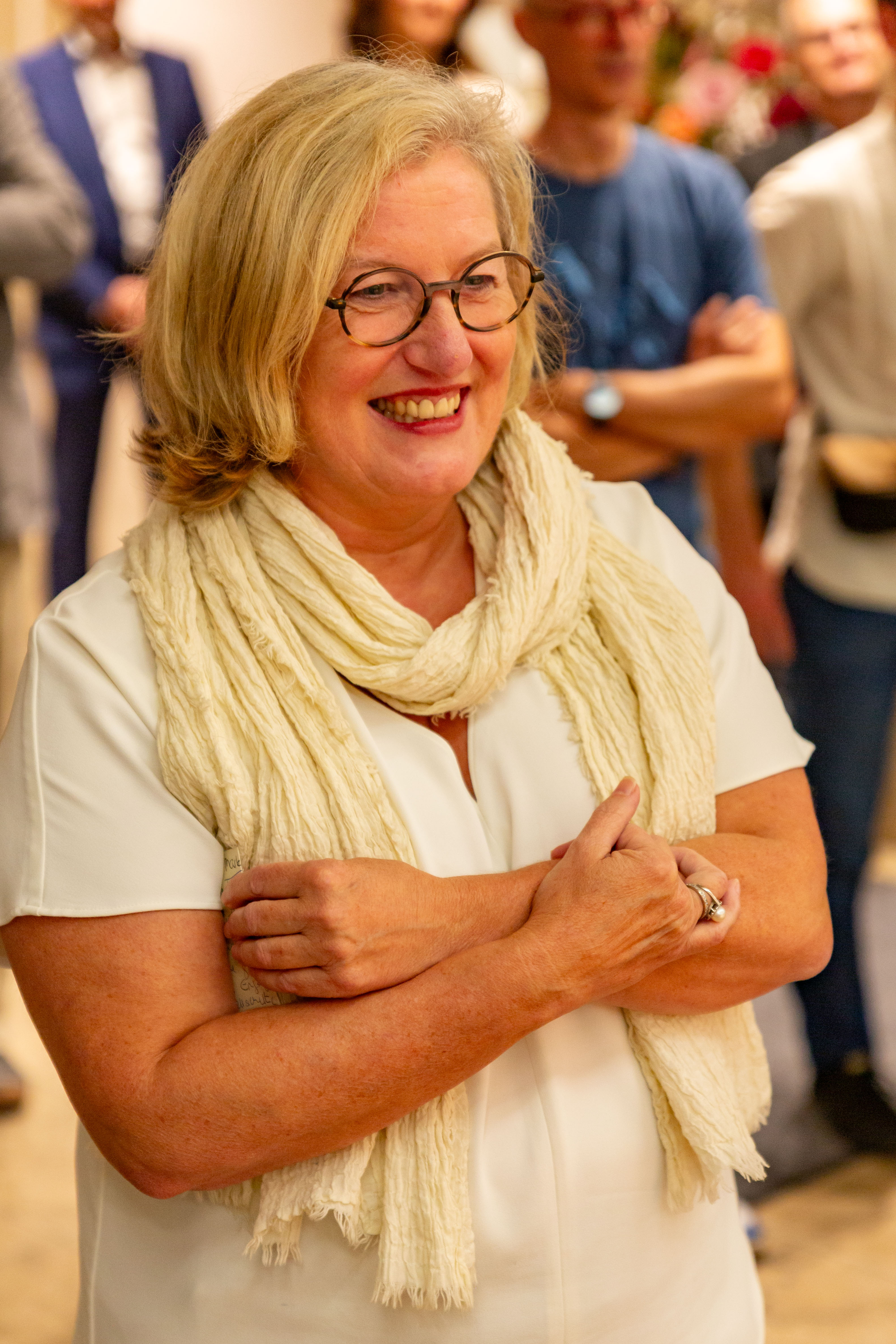
Beatrix Wesle (2023)

Beatrix Wesle (* 13. Juli 1966 in Überlingen, Baden-Württemberg) ist eine deutsche Marketingspezialistin und Produzentin.

## Leben
Beatrix Wesle absolvierte ein internationales Studium der Wirtschaftswissenschaften und Sprachen an der Fachhochschule für Wirtschaft Aussenhandel und internationales Marketing in Berlin und an der Anglia Ruskin University in Cambridge. Von 1994 bis 1995 studierte sie Wirtschaftsgeschichte und Spanisch an der Universität Saragossa in Spanien.
Ab 1995 war sie als Programmredakteurin für Filmeinkauf und in der Vermarktung von Kino- und TV-Filmen bei Tobis Film tätig. Im Anschluss übernahm sie als Leiterin der Vorstandsstabstelle die Bereiche Corporate Communication und die Abteilung Investor Relations der Advanced Medien AG. Das Unternehmen erhielt 1999 seine Erstnotiz am Neuen Markt an der Börse Frankfurt. Im Anschluss übernahm Wesle zusätzlich Aufgaben im Bereich Kooperationsmanagement, Partner Engagement und New Business der Advanced Medien AG (heute Advanced Inflight Alliance AG).
Von 2001 bis 2004 war sie zuständig für die Belange des in Los Angeles ansässigen Film- und Vertriebsunternehmens Menemsha Films Inc. in Europa. Neben Mandaten im Bereich Private-Equity-Investments führte sie als Geschäftsführerin das Produktions- und Vertriebsunternehmen Atrix Films GmbH sowie die Produktionsunit Grasland Film GbR. Als Koproduzentin realisierte Wesle u. a. Tortuga – Die unglaubliche Reise der Meeresschildkröte. 2008 produzierte sie den Kinodokumentarfilm von Byambasuren Davaas Das Lied von den zwei Pferden, der am 3. Juni 2010 in deutsche Kinos kam und bei mehr als 30 internationalen Filmfestivals gezeigt wurde. Nach Kinostarts in den Niederlanden, Frankreich, Spanien und der Schweiz erschien der Film 2012 auch in Kinos der Mongolei.
Beatrix Wesle ist in diversen Filmfinanzierungsgremien sowie in der Film- und Kulturpolitik national und international tätig. Nach fast acht Jahren in verschiedenen Positionen bei SRF wurde sie Geschäftsführerin der neu gegründeten NaturVision Ludwigsburg gGmbH.
Seit 2020 besitzt sie auch einen Abschluss in Fundraising Management der Zürcher Hochschule für Angewandte Wissenschaften.

## Projekte
Feature Films
- 1996: Das fünfte Element (Acquisition Manager für Tobis Film)
- 1997: In & Out (Acquisition Manager für Tobis Film)
- 1997: Velvet Goldmine (Acquisition Manager für Tobis Film)
- 1998: Ride with the Devil (Acquisition Manager für Tobis Film)
- 2000: Breakdown (Acquisition Manager für Tobis Film)
- 2000: Komm, süßer Tod (Distributor World Rights)
- 2001: Heardbreakers – Achtung scharfe Kurven (Project Financing für Advanced Medien AG)
- 2000: El hijo de la novia (Distributor World Rights für Menemsha Films Inc.)
- 2001: Hejar (Türkei) (Distributor World Rights for Menemsha Films Inc.)
- 2002: Kamchatka (Argentinien, Spanien) (Distributor World Rights für Menemsha Films Inc.)
- 2004: Silentium (Distributor World Rights)
- 2005: Die Höhle des gelben Hundes (Supporting Financing for Lead Producer, Consultant)
- 2007: Beautiful Bitch (Distributor World Rights)
- 2007: Miss Conception (Distributor World Rights)
- 2008: Tengri (Distributor World Rights)
- 2009: Der Knochenmann (Distributor World Rights)
- 2009: Das Lied von den zwei Pferden (Produzentin)
- 2011: Die verlorene Zeit (Distributor World Rights)

Dokumentarfilme
- 2001: Reise nach Kandahar (Frankreich, Iran) (Verleih Deutschland, Österreich)
- 2002: 11′09″01 – September 11 (Frankreich) (Verleih Deutschland, Österreich)
- 2002: The Afghan Alphabet (Frankreich, Iran) (Verleih Deutschland, Österreich, Schweiz)
- 2002: Im toten Winkel – Hitlers Sekretärin (Distributor World Rights)
- 2003: Die Geschichte vom weinenden Kamel (Distributor World Rights)
- 2005: Arktos – Mike Horns Umrundung der Arktis (Distributor World Rights)
- 2007: How to Cook Your Life (Deutschland) (Distributor World Rights)
- 2009: Turtles: The Incredible Journey (Co-Producer)
- 2010: Am Anfang war das Licht (Distributor World Rights)
- 2011: Die Kinder vom Napf (Distributor World Rights)
- 2013: Sagrada – Das Wunder der Schöpfung (Distributor World Rights)

Kinder- und Familienfilme
- 2004: Lotte Travelling South (Distributor World Rights)
- 2005: Gilles (Distributor World Rights)
- 2005: Valo (Distributor World Rights)
- 2005: Winner & Looser (Distributor World Rights)
- 2006: Lotte from Gadgetville (Distributor World Rights)
- 2008: Sunshine Barry and the Disco Worms (Distributor World Rights)
- 2010: Lotte and the Moonstone Secret (Co-Financing – Distributor World Rights)

Gremienarbeit
- 2017 und 2018: Tutor Drehbuchklausur in Baden, Österreich
- 2015: Tutor Drehbuchklausur, Filmfestival Kitzbühel, Österreich
- 2003–2009: Mitglied der Vergabejury, Filmfonds Wien, Österreich
- 2004–2006: EAVE Tutor, Media Programme, Luxembourg
- 2010–2011: Mitglied des Vorstands, VDFE, München